# Ibirité
Ibirité là một đô thị thuộc bang Minas Gerais, Brasil. Đô thị này có diện tích 73,027 km², dân số năm 2007 là 148535 người, mật độ 2034 người/km².